# Tom Prichard
Tom Prichard (né le 18 août 1959 à Pasadena) est un catcheur (lutteur professionnel) et entraîneur de catch américain.
Il commence sa carrière au Texas à la fin des années 1970. Il commence à se faire connaitre dans les années 1990 d'abord à la Smoky Mountain Wrestling (SMW) où il remporte le SMW Tag Team Championship à sept reprises (quatre fois avec Stan Lane puis trois fois avec Jimmy Del Ray). Il lutte ensuite à la World Wrestling Federation (WWF) sous le nom de Zip et y devient une fois champion du monde par équipes de la WWF avec Skip.
Au début des années 2000, il devient entraîneur de catch dans les clubs-écoles de la WWF/WWE tout en continuant de lutter dans des petites fédérations.

## Jeunesse
Prichard grandit au Texas d'abord à El Paso puis à Houston. Il a un frère cadet Bruce Prichard.

## Carrière de catcheur

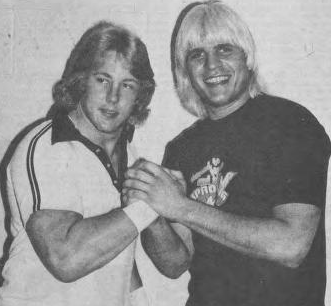
Tom Pritchard (gauche) et Tommy Rich (droite), vers 1983.

### Début
Prichard commence à travailler dans le monde du catch en vendant des tickets pour Paul Boesch, un promoteur de Houston. En 1979, il s'entraîne auprès de l'Iron Sheik. Il remporte son premier combat le 20 octobre face à El Satanico #2.

### Continental Wrestling Federation/United States Wrestling Association
Prichard rejoint la Continental Wrestling Federation durant les années 1980 et attaque « The Dirty White Boy » Tony Anthony. Le 3 octobre 1988 à Birmingham, Alabama, il bat Anthony en finale du tournoi pour le titre vacant CWF Heavyweight Championship. Prichard perd son titre face à Wendell Cooley le 7 avril 1989 à Knoxville, Tennessee, mais le récupère le 23 juin. Il perd ensuite face à Dennis Condrey le 22 juillet à Dothan, Alabama. Le titre est annulé après la fermeture de la CWF.
Prichard rejoint alors l'United States Wrestling Association, en catchant la branche texane, où il forme une écurie avec Eric Embry et Steve Austin, managé par Tojo Yamamoto. Ils s'attaquent au top des babyfaces, incluant Jeff Jarrett, Bill Dundee, Robert Fuller, et bien d'autres. Prichard remporte le USWA Southern heavyweight championship et le titre USWA Texas heavyweight championship après la fermeture de l'USWA au Texas en 1990. Prichard combat à Memphiset rejoint la Smoky Mountain Wrestling en 1992.

### Smokey Mountain Wrestling/World Wrestling Federation
Stan Lane et Prichard forment l'équipe "The Heavenly Bodies" et rejoignent la Smoky Mountain Wrestling en 1992, et le 23 avril 1992, en Harrogate, Tennessee, ils battent The Fantastics pour devenir la première équipe SMW Tag Team Champions. Ils continuent leurs attaques face à The Fantastics durant l'année 1992, et finalement se font battre le 8 août 1992 dans un barbed wire cage match à Johnson City, Tennessee. The Heavenly Bodies regagne leur titre deux jours plus tard, le 23 novembre 1992, ils perdent face aux Rock 'N Roll Express dans un hospital elimination match à Harlan, Kentucky.
Prichard reforme les Heavenly Bodies avec Jimmy Del Ray, et combattent dans la SMW et la World Wrestling Federation, et s'attaquent au WWF World tag team champions the Steiner Brothers au SummerSlam 1993. Le 24 novembre 1993 à Boston à Survivor Series 1993, Prichard et Del Ray battent the Rock 'N Roll Express pour le titre SMW. The Rock 'N Roll Express reprennent le titre le 18 février 1994 à Port Huron, Michigan, mais reperdent le titre face aux the Heavenly Bodies à Taylor, Michigan.
The Rock 'N Roll Express battent the Heavenly Bodies le 1er avril 1994 à Pikeville, Kentucky dans un "Loser Leaves SMW match". Prichard combat sous le nom de Zip, avec Skip sous les The Bodydonnas. Il catche sous son vrai nom au Survivor Series 1995.
A WrestleMania XII, le 31 mars 1996, l'équipe bat The Godwinns en finale du eight team tournament pour remporter le titre vacant WWF Tag Team Championship. Le 19 mai 1996, ils se font battre par the Godwinns au Madison Square Garden de New York City. après le départ de Skip, Prichard devient entraîneur de la WWE, et entraîne plusieurs superstars comme The Rock et Mark Henry. In addition, Prichard made a few appearances as a singles wrestler for ECW, and also co-hosted ByteThis, the WWF's internet talk show. Prichard est viré de la WWE en 2004.

### Circuit indépendant
Il rejoint alors la United Wrestling Association et d'autres promotions du sud des États-Unis. Le 10 août 2006, 8 jours avant ses 47 ans, il devient le plus vieux UWA Heavyweight Championship, en battant Dillinger pour le titre.

### Retour à la WWE
En janvier 2007, il revient à la WWE et remplace Bill DeMott comme principale entraîneur de la Deep South Wrestling (DSW). À la fermeture de DSW, la WWE le reprend pour la Florida Championship Wrestling.

## Palmarès et accomplissements
- All-Star Wrestling
  - ASW Southern Heavyweight Championship (1 fois)

- American Wrestling Council
  - AWC Heavyweight Championship (1 fois)

- Five Star Wrestling
  - FSW Tag Team Championship (1 fois) - avec Smack Johnson

- NWA Hollywood Wrestling
  - NWA Americas Tag Team Championship (4 fois) - avec Apollo Jalisco (1), Alberto Madril (2), et Chris Adams (1)

- NWA Rocky Top
  - NWA Rocky Top Heavyweight Championship (1 fois)

- NWA Wrestle Birmingham
  - NWA Alabama Heavyweight Championship (1 fois)

- Pacific Northwest Wrestling
  - NWA Pacific Northwest Tag Team Championship (3 fois) - avec Brett Sawyer

- Pennsylvania Championship Wrestling
  - PCW Tag Team Championship (1 fois) - avec Jimmy Del Ray

- Power Slam
  - PS 50 : 32/1994

- Pro Wrestling Illustrated
  - PWI ranked him # 318 of the 500 best singles wrestlers of the PWI Years en 2003
  - PWI ranked him # 73 of the 100 best tag teams of the PWI Years, avec Jimmy Del Ray et Stan Lane en 2003.

- Southeastern Championship Wrestling / Continental Championship Wrestling / Continental Wrestling Federation
  - CWF Heavyweight Championship (3 fois)
  - NWA Alabama Heavyweight Championship (2 fois)
  - NWA Southeast United States Junior Heavyweight Championship (5 fois)

- Smoky Mountain Wrestling
  - SMW Tag Team Championship (8 fois) - avec Stan Lane (5) et Jimmy Del Ray (3)

- United States Wrestling Association
  - USWA Southern Heavyweight Championship (6 fois)
  - USWA Texas Heavyweight Championship (2 fois)
  - USWA World Tag Team Championship (1 fois) - avec Jimmy Del Ray

- United Wrestling Association
  - UWA Southern Heavyweight Championship (1 fois)
  - UWA Texas Heavyweight Championship (1 fois)

- World Wrestling Federation
  - WWF World Tag Team Championship (1 fois) - avec Bodydonna Skip